# Ваньковичи (Львовская область)
Ваньковичи (укр. Ваньковичі) — село в Рудковской городской общине Самборского района Львовской области Украины.
Население по переписи 2001 года составляло 345 человек. Занимает площадь 6,87 км². Почтовый индекс — 81433. Телефонный код — 3236.